# Ochthoeca oenanthoides
Ochthoeca oenanthoides là một loài chim trong họ Tyrannidae.